# 살인마들
《살인마들》은 매주 목요일 고구마감자가 버프툰에서 연재하는 웹툰이다. 